# Kristendomens historia i Kina från 1500 till 1644

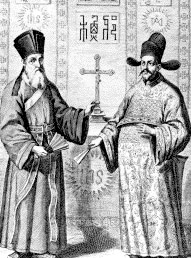
Jesuitpionjären Matteo Ricci (t.v.) med stormandarinen Paul Xu Quangqi (t.h.)

Kristendomens historia i Kina från 1500 till 1644 omfattar perioden från och med de stora europeiska upptäckterna, när en viktig grundlag för kristendomen i Kina lades. Det var i synnerhet Jesuitordens kinamissionärer som stod för de stora genombrotten. Mot slutet av perioden kom även missionärer från ordenssamfund till Kina såsom Franciskanorden och Dominikanorden. Jesuiterna som etablerade sig i Macao under 1500-talets mitt och där grundade ett universitet, verkade över stora delar av riket, från Guangdong i söder till Peking i norr. Dominikanerna och franciskanerna verkade för det mesta i Fujian men även i Macao.
I den allmänna kinesiska historien kallas samma period för sen Mingdynasti. Den varade till 1644, då dynastin störtades av ett bondeuppror och några veckor senare ersattes av en manchuisk regering, vilket var starten på Qingdynastin.
Patronatssystemet som fördelade ansvaret för de katolska missionärerna mellan Portugal och Spanien hade just införts på 1500-talet. I Östasien gjorde det så att Kina och dess grannländer tillskrevs den portugisiska patronatsrätten som sträckte sig till Europa från Macao via Malacka, Goa och runt Afrika till Portugal. Jesuiterna som kom från ett antal europeiska länder opererade under detta system. Spanjorerna hade emellertid etablerat sig på Filippinerna och kom där i kontakt med stora grupper emigrerade kineser. Dominikanerna och franciskanerna från Spanien tog sig över till Fujian, varifrån merparten av Filippinernas kineser härstammar. Dessa missionärer som bekantades med kineser från andra områden och från andra sociala klasser än jesuiterna, utvecklade en annan inställning till missionsarbete. De motsättningar som följde blev en viktig ingrediens i den så kallade ritstriden, som började under Mingdynastin och som pågick nästan hundra år in i Qingdynastin.

## Om periodavgränsningen
Det är omöjligt att vara helt konsekvent med 1644 som slutår, och det kan bli information som tidsmässigt går över till den tidiga Qingdynastin. Det handlar bland annat om de sista resterna av Mingdynastin. Även om Mingstyret fördrevs från Peking fortsatte det med ett uppehållande motstånd söderöver i Kina i några decennier, och i dessa Mingpretendenters hov och följe fanns det katolska missionärer. Vidare handlar det om de kinesiska kvinnor och de särskilda frågeställningar som rör katolsk kvinnomission i Kina. Det är naturligt att behandla detta ämne - i alla fall vad gäller det sena Ming och tidiga Qing - enhetligt, och ej uppbrutet i två kapitel.
Det behandlar även en ö som på den tiden inte tillhörde Kina, men som sedermera skulle komma att göra så, nämligen Taiwan. Där missionerade både katoliker och nederländska protestanter. Den missionsperioden var fortfarande inte avslutad 1644. Likadant är det med Tibet. Tibet var först inte kinesiskt, men området finns med i artikeln eftersom det numer hör till Kina. Samtidigt med Mingdynastin i Kina och framåt i tiden var det några katolska missionsinsatser där.

## Bakgrund

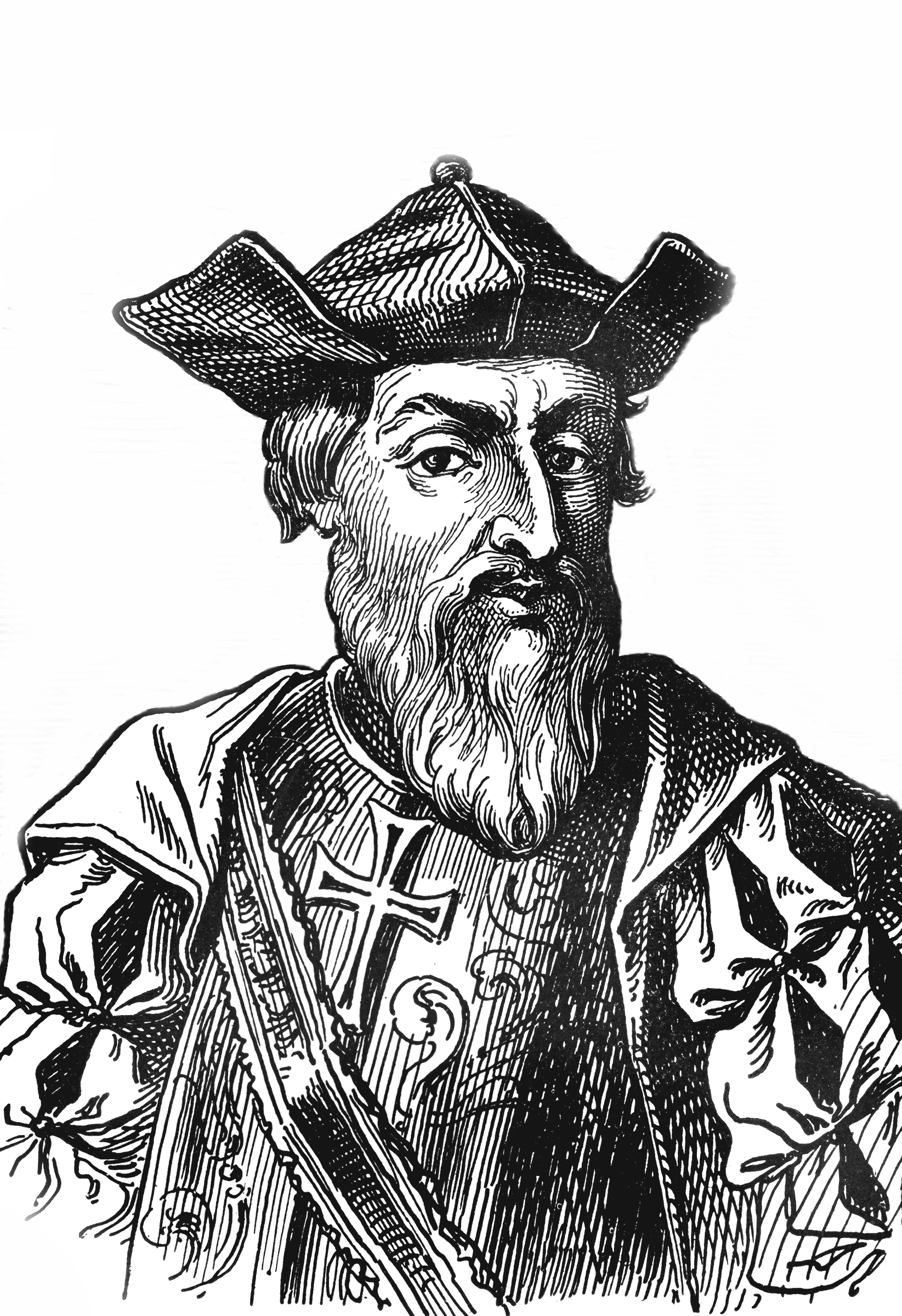
Vasco da Gama

Med Yuandynastins undergång 1368 blev de sårbara banden mellan Kina och Västvärlden återigen brutna. Nu fick landet en helt kinesisk härskardynasti i form av Mingdynastin. Även om det till en början fördes en mycket expansiv politik, med handel och uppseendeväckande upptäcktsfärder under amiral Zheng He, drog man efter Yongle-kejsarens tid (1403-1425) tillbaka sina traditionella gränser. På så sätt överläts i praktiken den asiatiska sjöfartshandeln till muslimerna från den arabiska halvön eller Persien, och islam spred sig österut till områden som Moluckerna och delar av Mindanao.
Samtidigt påbörjade portugiserna sina upptäcktsfärder, särskilt Henrik Sjöfararen (1394-1460). 1498 fann Vasco da Gama sjövägen till Indien. 1511 erövrade Afonso de Albuquerque Malacka från den muslimska sultanen där, vilket gav portugiserna en bas för sin vidare färd mot Moluckerna och Östasien. Från påven hade dessutom patronatsrättigheter beviljats med hänsyn till kyrkliga saker: I utbyte mot att föra den kristna tron till det land de hittade och finansiera missionsarbetet där, fick de vittgående rättigheter mot och kontroll med missionen. Uppgiften gick de katolska makthavarna in i med uppriktig iver, både för trons skull och för att stoppa och rulla tillbaka det muslimska inflytandet, som de till sin förskräckelse kunde känna av nästan var de än rörde sig öster om Godahoppsudden. Det var på den tiden då katolska portugiser och spanjorer precis hade fullfört sin reconquista av muslimskt land på den iberiska halvön.
I Spanien var man samtidigt begeistrade över att ha upptäckt öarna öster om Kina och Japan. Christofer Columbus hade på jakt efter Cathay och Zipangus stora rikedomar seglat västöver från Spanien och kommit till Antillerna 1493. Den geografiska felidentifikationen upptäcktes inte förrän Balboa korsade Panamanäset 1513 och fick se Stilla havet (då var dock sedan länge ett sådant havs existens antaget, men ej riktigt storleksberäknat, av många européer, bland annat av portugiserna, vilket framgår av Cantinoplanisfären från 1502).

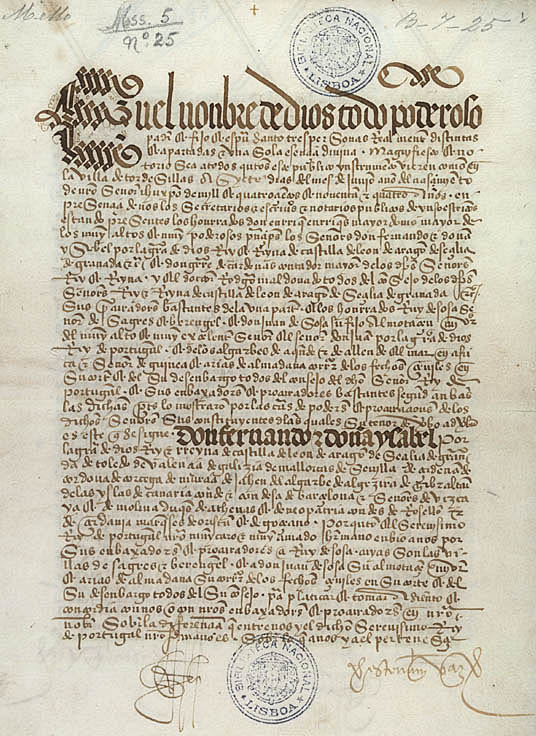
Originalsida från Tordesillasfördraget (1494), i Lissabons nationalbibliotek.

Portugals och Spaniens upptäckter i var sin riktning hade båda inverkan på missioneringen i Kina. Spanjorerna och portugiserna hade efter påvlig medling och ej utan vanskligheter enats om en skiljelinje mellan sina inflytelsezoner 1493 i form av Tordesillasfördraget. Fördragen drog linjen längs en längdgrad i Atlanten, och gav de två länderna rätt att erövra och upprätta kolonier på varsin sida, under förutsättning att de kristnade området.
Även om man vid den tiden var helt säker på att jorden var rund, var kunskapen enbart baserad på teorier, så man försummade att tänka på en motsvarande linje på jordens «baksida». Spanjorerna var ändå vid denna tidpunkt övertygade om att de allaredan stod rakt öster om Cathay och Zipangu, och att avtalen hade säkrat dessa huvudmål. Portugiserna hade då ännu inte rundat Godahoppsudden.
Den försummelsen aktualiserades när Ferdinand Magellans flotta fullföljde den första världsomseglingen 1522. Det enklaste var att bara föra atlantlinjen vidare symmetriskt runt jorden, vilket gjordes med Zaragozatraktaten 1529. Men eftersom man ännu inte var säker på hur stor jorden var, löste det inte det praktiska problemet. Spanjorerna menade sig (i strid med Zaragoza) berättigade till att etablera sig på Filippinerna 1565. De var inne på att fortsätta mot nordväst till Kina, men senarelade det. Europeiska begivenheter hindrade att det skedde senare.
Både spanjorernas och portugisernas perspektiv var präglat av en stark eurocentrism. Det perspektivet kombinerades med den nära förbindelse som uppstod mellan missionen och den sekulära världsmakten. Under de första århundradena av kristen missionshistoria hade man i stort sett varit mycket villig att anpassa det kristna uttrycket för lokala kulturer. I senare delen av medeltiden hade det dock uppstått en eurocentrism som såg icke-kristna kulturer som djävulens verk. Det gällde inte enbart att kristna dem, utan även att europeisera dem. Både i Portugal och i Spanien, de två stora upptäckarnationerna, var eurocentrismen kryddad med en brännande nationalism. Det gällde att göra de främmande folkslagen till portugiser eller spanjorer. Vid dopen fick de omvända inte bära ett kristet dopnamn, men de gavs ett namn efter spansk eller portugisisk tunga, och de fick ofta också ett europeiskt efternamn. Att den högkultur man kom till i Indien oftast var långt mer komplicerad än den västliga ledde inte till någon revidering förrän efter ett bra tag.
När portugiserna med detta sinnelag mötte den kinesiska världen, var således inte villkoren för ömsesidig förståelse särskilt goda. Här stod man inför en kinesisk kultur, som var om möjligt än mer självmedveten än den egna europeiska, som trots allt var undersökande och läraktig och övertygad om att civilisationens kulmen var nådd. Med undantag av de allra första kejsarnas regeringsperioder var ej Mingdynastin särskilt vital. På 1500-talet hade den blivit gammal och mindre äventyrslysten. Man hade ett milt förakt för allt nytt som saknade rötter i den urgamla kinesiska kulturens förtid. Få var medvetna om att det kunde vara ett tecken på stagnation. Man var övertygad om att den kinesiska kulturen var en färdig och fulländad produkt, som sedan länge hade funnit sin struktur och värdering. Inget nytt behövdes. Songdynastins neokonfucianism hade, menade man, frambragt en statsfilosofi som var definitiv.

## Portugiserna och det låsta Kina
Mingdynastin som kom i beröring med portugiserna i söder, var så pass välmående att européerna blev förundrade. Landet var helt självförsörjande, och ville egentligen inte ha någon utrikeshandel, och drev därför inte sådant. Handelsstånden i Kina såg man ner på, så några invändningar eller nya idéer därifrån hade liten chans till genomslag. Närliggande länders utsända kom i stort sett bara för att göra koutou och ge tribut till kejsaren. Kineserna kände inget behov av att lära känna varken nya civilisationer eller nya religioner. De flesta främmande som nådde landets kuster var antingen pirater eller smugglare som samarbetade förtäckt med myndigheter på land.
Portugiserna uppträdde så att de snabbt förväxlades med smugglare. Och då de ville rätta detta första intryck gick det inte så bra. Den portugisiska kungens första ambassadör, apotekaren Tomé Pires (ca 1468-1524), fick lov att resa till Peking, men mandarinerna, som i översättningssyfte fick se det kungliga brevet, uppfattade det som orimligt - Portugals kung tilltalade kejsaren som om de två skulle vara gelikar. Under tiden hade några portugisiska officerare med ett kolonialistiskt tankesätt genom sitt uppträdande provocerat fram en skarp motreaktion. De seglade in till Kanton (Guangzhou) och fyrade av en kanonad och började bygga ett fäste. Kineserna blev väldigt skeptiska och avvisande, och besked gick kort därpå till det kungliga hovet, att Pires väntade på företräde. Något möte mellan kejsaren och Pires blev aldrig av. En annan reaktion på episoden i Kanton var att landet genom en kejserlig kungörelse stängdes för portugiserna 1521.
Något som bättrade situationen var att det gick bättre för portugiserna i Japan. Där mottogs de väl, och de seglade snart mellan Kyushu (där de efterhand byggde hamnstaden Nagasaki) och Kina. Från 1544 utvecklades en triangelhandel mellan Japan, Kina och det portugisiska Goa i Indien. Länge gick portugisernas kinahandel över ön Shangchuan väster om Zhujiangs delta i Guangdong, men de hade också rätt att ankra vid Macao.

## Frans Xavier i Asien (1542-1552)

Frans Xavier

Innan jesuitorden grundlades 1540 var det först och främst franciskanerna som hade följt med de portugisiska expeditionerna österut. I Indien trodde de först att invånarna antingen var muslimer eller thomaskristna, men insåg att det knappt var rätt i de första städerna de kom till, och än mindre bortom dessa städer. Det blev som ett resultat av detta ett problem hur man skulle evangelisera de icke-kristna folkmassorna med sina kastsystem, invecklade religiösa seder och regler. Därför höll de sig till de få hamnbyar där portugiserna etablerade sig, tills en ivrig präst från Goa missionerade bland paravaner söder in Deccan 1537. Många av dem döptes, men någon egentlig trosutbildning fick de inte.
Risken för att sådana missionsinsatser skulle vara lönlösa var uppenbar, varför João III av Portugal vände sig till påve Paul III med en önskan om några präster som var bättre kvalificerade för de vanskligheter missioneringen hade i den asiatiska kontexten. Detta sammanföll med att Ignatius av Loyolas jesuiter hade försäkrat påven sin beredvillighet att sättas in var än han ville. Han sände då Frans Xavier till Indien som sin apostoliska nuntie. Xaviers utveckling som missionär och som missionsteolog var positiv på grund av hans omfattande korrespondens, med detaljerade skildringar av händelser och egna reflexioner.
Frans Xavier blev en stor missionär, och de insikter som har relevans för jesuiternas senare kinamission fick sitt genombrott hos honom i Japan. Han insåg kort efter sin ankomst på Kyushu att inför en högkultur som den japanska krävdes en heroisk ödmjukhet i förhållande till sin egen bakgrund (och han kom efter sin universitetsutbildning i Paris osedvanligt väl rustad), och betydelsen av att knäböja inför en främmande kultur med dess filosofi och seder, och adaptera den kristna läran till den nya kulturen utan att ge avkall på något av det centrala. Han fick aldrig påbörja denna process i Kina, eftersom han dog 3 december 1552 på den kinesiska ön Shangchuan, medan han väntade på att skeppas till Kanton.

## På Kinas tröskel

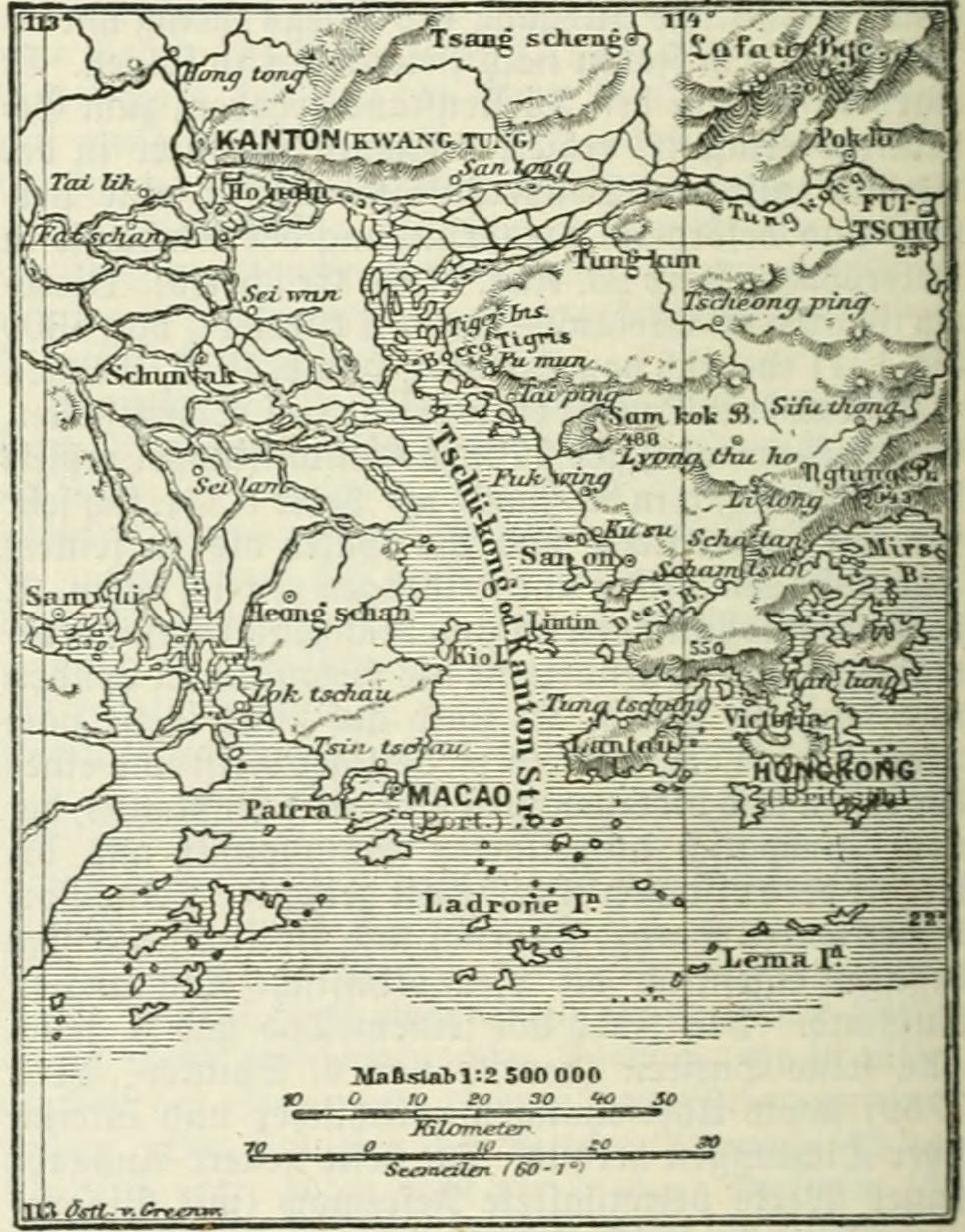
Macao och Kanton (Guangzhou)

Kort tid efter Xaviers död fördes en dialog mellan portugiserna och de lokala kinesiska myndigheterna i provinsen Guangdong, som resulterade i att de fick fotfäste vid sin förankringsplats i Macao. Från mellan 1553 och 1553 blev Macao deras fasta tillflyktsort. En del av motiveringen för detta undantag var att portugiserna hjälpte till att bekämpa piratproblemet som härjade kusterna. De första missionärerna kom dit 1557.
En till två gånger årligen fick portugiserna åka till marknaden i Kanton. De tog dock grundligt fel ifall de trodde att Kina höll på att öppna sig. Vanligt folk överöste dem med förnärmelser (handelsfolk hade lågt anseende i Kina), och tidvis anlände det hos kejsaren i Peking brev om att Macao hade en dålig inverkan på provinsen.
Macao växte raskt, och det växte fram en stor macanesisk befolkning (ättlingar till portugiser och kineser) av aktiva kristna. Det kom dock inte vidare in i Kina. När missionärer försökte ta sig in i provinsen blev de prompt tillbakavisade. Det relativa stillestånd som ägde rum i Macao stod i skarp kontrast till missioneringsutvecklingen i Indien och Japan. 1576 blev Macao ett biskopsdöme, med (på pappret) kyrklig jurisdiktion över hela dåvarande Kina, Japan, Moluckerna och andra öar, som det hette i upprättningsförklaringen, Super specula militantis ecclesiae. Förste biskopen var jesuiten och titularbiskopen Melchior Miguel Carneiro, som var ledig eftersom han inte kunde tillträda som koadjutor till patriarken av Etiopien. Under tiden var spanjorerna på plats i Filippinerna (1565), och de gick ej längre med på att hela Östasien skulle vara under portugisisk patronatsrätt, samt hade fått påven att godkänna Manilasom biskopssäte. Därmed fanns det två rivaliserande utgångspunkter för katolsk mission i Kinas närhet.
Portugals försvagning fortsatte efter att kung Sebastian dog i Marocko 1578, utan att ha bidragit med några manliga arvingar. Två år senare blev den spanske kungen Filip II krönt även till Portugals kung. Bundet till Spaniens öde fick Portugal del i den nedgång som följde efter förlusten av spanska armadan (1588), då världshaven fick nya slagkraftiga aktörer i form av England och framför allt Nederländerna. Men Macao höll sig, och skulle även klara av att slå tillbaka senare nederländska erövringsförsök.
Spanjorerna var också intresserade av Kina. 1586 föreslog borgerliga och kyrkliga myndigheter på Filippinerna till kung Filip II att landet skulle förbereda sig på en erövring av Kina, med omvändelse av befolkning till kristendomen som ett huvudmål. Det blev dock inte av.

## Alessandro Valignanos initiativ och Matteo Riccis arbete (1578-1610)

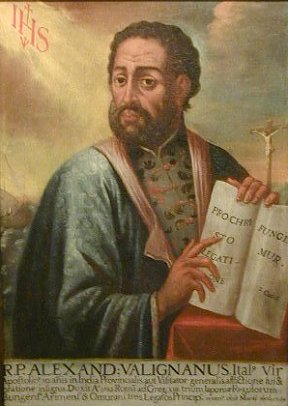
Porträtt av Alessandro Valignano från 1600-talet, baserat på ett porträtt från sent 1500-tal

Medan missionen i Japan efter en tidig klättring fortsatte strålande och missionärerna var fulla av hopp, tynade den bort i Macao och ansåg utsikterna i Kina som hopplösa. Jesuitorden hade sänt fader Alessandro Valignano som "visitator och generalvikarie för hela Orienten", och han kom till Macao 1578. Han gillade inte vad han såg, och drog året efter vidare till Japan. Där utvecklade han sina missionsprinciper, och kunde också jämföra dem med ansatsen han hade observerat i Macao. Valignano insåg att man hittills hade negligerat den kinesiska eliten och försummat att bekanta sig med den stora kinesiska civilisationens källor. Det ville han ändra på.
Valignanos granskning av de senare decenniernas katolska mission förde honom till en rad slutsatser som skulle komma att ha stor betydelse framöver. Det första var att kristendomens band till den expanderande västliga kolonihandeln var mer en hämsko än ett stöd för förkunnelsens genomslagskraft. Han började därför att lossa på banden till missionen till och nära avhängighet av den portugisiska staten, och såg till att kolonialmakten inte lade sig för mycket i kyrkans arbete. Vidare förbjöd han jesuitordens medlemmar att samarbeta med portugisiska inkvisitionens jakt på kättare. Inkvisitionen hade beviljats inträde i Indien 1540. Men det viktigaste var Valignanos tredje övertygelse, nämligen om kulturell anpassning (adaptionsmetoden). Denna anpassningslinje skulle bli avgörande för jesuiternas missionsinsats i Asien i nära tvåhundra år framåt.
Valignano var den katolska orientmissionens främste och mest tongivande missiolog. Hans tankegång, som han också ville göra gällande för Kina, kan illustreras med hans ståndpunkter i Japan: Missionärerna måste anpassa sig till den japanska sociala orden. De måste vänja sig vid japansk mat, och noggrant efterleva japansk etikett. Kläderna de bar var tvungna att återspegla deras ordens fattigdomslöfte (alla missionärer i Japan var jesuiter) och de var tvungna att lära sig språket, och inte bara nöja sig med tolkar. De var likaså tvungna att främja japanska prästekall, så att kyrkan raskt skulle kunna komma på japanska händer. Trospresentationen skulle ske med adaption av beskrivningar och exempel på japanskt medvetande, tankemått, historia och samfundsförhållanden, men det fick inte göras på bekostnad av den kristna lärans innehåll.       

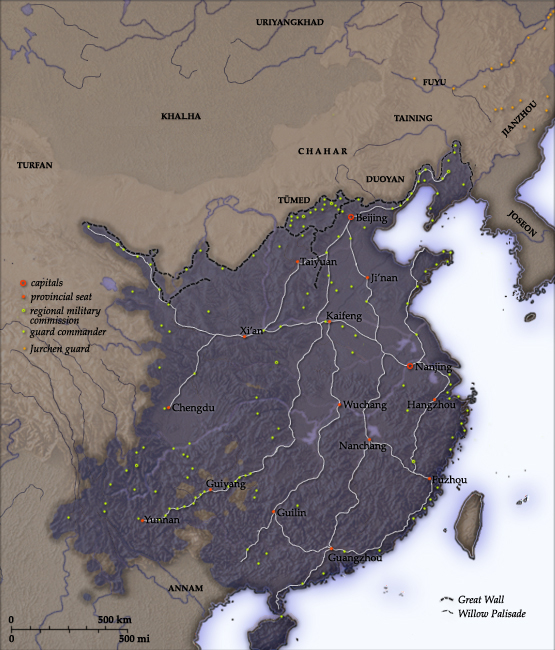
Ming-Kina 1580

Efter att den japanska härskaren Toyotomi Hideyoshi vid ett edikt 1587 (som han dock inte följde upp) ville utvisa missionärerna från Japan, övervägde Valignano nya tilltag. 1592 höll han med jesuiterna ett möte i Japan, i vilket de beslutade att upprätta ett eget kollegium i Macao för att utbilda japanska präster. Med påvligt godkännande kunde St. Pauls universitetskollegium öppna 1594. Där utbildades inte bara japaner till präster, utan även europeiska missionärer öronmärkta för Japan fick sin slutliga formation där, i samliv med sina japanska medbröder. För Valignano var det grundläggande att det var européerna som skulle anpassa sig till japanerna och inte tvärtemot. Då Japan senare blev helt låst av missionen, förändrade kollegiet karaktär i och med att det då helt och hållet koncentrerade sig på att förbereda prästtjänster i Kina.
Valignano bad Michele Ruggieri, som arbetade i Indien, att komma till Macao, där han först skulle viga sin tid till grundliga studier i kinesiska. Han deltog vid en handelsresa till Guangzhou där han snart vann mandarinernas gunst som tolk och lärd man. 1581 författade han en katolsk katekes kallad Tiānzhǔ Shilu Zhengwen («Sann kompilation om Himlens Herre»), grundad av hans egna latinska text «Vera et Brevis Divinarum Rerum Expositio»). Lite senare kom den unge Matteo Ricci som också lärt sig språket, och de två fick tillåtelse att slå sig ned i provinshuvudstaden Zhaoqing. Ruggieri hade uppehållit sig en kort period i staden föregående år (1582), tillsammans med jesuiten Francisco Passius. De slog sig ned i Tiān níng sì (Den himmelske fredens tempel, 天宁寺). De två jesuiterna beordrades att klä sig i buddhistmunkars kläder och raka sig på huvudet. De jagades därifrån någon månad senare, efter den lokala guvernörens död. Även Ricci klädde sig efter anvisning i buddhistmunkarnas kläder och rakade sitt huvud.

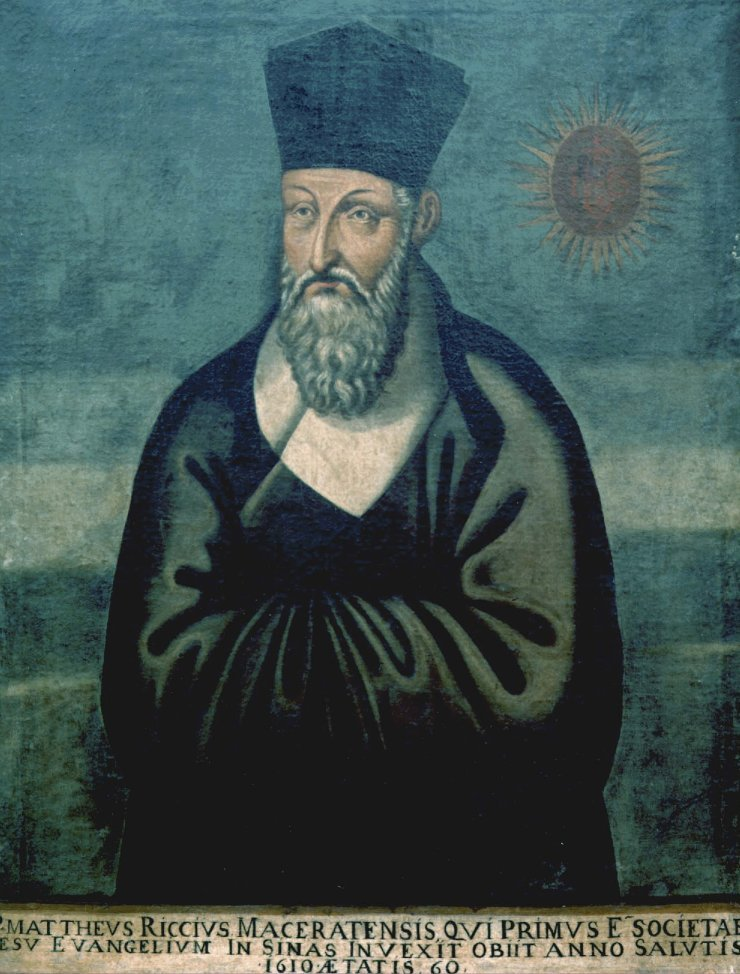
Matteo Ricci

Efter att ha genomgått många vanskligheter och med hjälp av provinsguvernören Wang Pan, fick de efter två år, i maj 1585, tillåtelse från myndigheterna att bygga hus och en kyrka i Zhaoqing. Det var den första kristna byggnaden i Kina efter franciskanermissionens tid. Missionen blev väl mottagen.
Det verkade dock otillräckligt för de som enbart mätte missioneringens framgång i hur många som döpts. Till Manila kom det en spansk jesuit, Alonso Sanchez, som inte dolde sitt ogillande. Han menade att ett väpnat protektorat över missionen var det enda rätta, och hade ingen tilltro till Valignanos metoder. Men Valignano, som hade goda erfarenheter med sina metoder i Japan, stod på sig.
Pater Ricci började så småningom avresa på en färd norröver med enda mål att få företräde för kejsaren i Peking och så få ett genomslag för kristendomen. Det var under denna färd som Ricci tog sitt dittills viktigaste initiativ, när han 1594 från Nanchang skrev och bad sina överordnade i Macao om att få lov att lägga av sig den buddhistiska dräkten de hade ombetts att klä sig i, vilket blev beviljat. Valignano visste att Ricci och de andra jesuiterna var hånade och slagna på grund av sina dräkter. Många kineser såg ner på buddhismen som något mindre värdigt och främmande. Ricci ansåg eftersom konfucianismen var nyckeln till ackommodation - Ruggieri hade avvisat konfucianismen, och menade att den kinesiska buddhismen var bättre lämpad. Ricci hade märkt att buddhistdräkten hade hämmat hans kontakter med konfucianistiska kineser. Men efter klädbytet hade han med ett nytt och bättre insteg bland de kinesiska lärda. Det hjälpte även till att minska förväxlingsfaran med hemliga buddhistiska sällskap som Den vite lotusen, samt dämpa spionagemisstankar efter att krig brutit ut mellan Kina och det buddhistdominerade Japan i Korea. Ricci betitlades nu "Läraren från den stora västliga oceanen", och klädde sig i mandarinernas silkeskappor och ceremoniella fyrkantiga hattar.
Med stöd från Valignano studerade han De fyra böckerna och fem klassikerna och modifierade sin presentation av kristendomen därefter. Efter ett misslyckat försök 1598 lyckades han i januari 1600 att bli mottagen i Wanli-kejsaren hov i Peking. Hans trosförkunnelse Tiānzhǔ Shiyi («Den sanna läran om Himmelens Herre»), som utgavs 1603, var av stor betydelse i många årtionden. Verket visar Riccis djupta insikt i både kinesisk och europeisk filosofi och teologi.
Han blev snart känd bland kineserna för sin tekniska och vetenskapliga kunskap. Han visade upp saker som venetianska prismor, europeiska böcker, målerier och gravurnor, solur, klockor, och färdiggjorde den första versionen av sin världskarta. Allt detta lockade en stadig tillströmning av vetgiriga kinesiska mandariner. Den allmänna tron bland kineserna hade varit att jorden var platt. Riccis karta förändrade den uppfattningen. Kartan, som sedermera genomgick en rad korrektioner och förbättringar, inledde en ny era i den kinesiska kartografin, och de fick en bättre förståelse om landmassorna och världshaven.

En av Riccis världskartor, runt 1600

Under åren i Kina gjorde han landet känt för en rad utvecklingar inom europeisk vetenskap, som matematik, och han utgav många verk om kristendomen på kinesiska. Han introducerade trigonometriska och astronomiska instrument, och författade skrifter om astrolabiet, sfärerna, mål och isoperimetri. Många av hans verk skattades högt av kejsaren och hans hov. Ricci uppmanade också sin orden att sända duktiga astronomer och vetenskapsmän. Alla var inte eniga i eller förstod missionsstrategin, men han fick genomslag. Astronomen pater Sabbatino de Ursis kom 1606. Han började 1611, bara några månader efter Riccis död 1610, fortsätta arbetet i det kinesiska kejserliga stjärnobservatoriet i Peking för att utarbeta en mer nöjaktig kalender. Detta blev ett pressande behov för kejsaren, för han hade strax före gått ut med en förutsägelse om en solförmörkelse som var en timme fel. Den kejserliga astronomibyrån, som skulle assistera kejsaren i hans ämbetsplikt om att märka sol- och månförmörkelser var alltså ej tillräckligt sakkunnig.
1611 års kejserliga beslut, som tilldelade ansvaret för det kejserliga stjärnobservatoriet och ledningen över dess astronomibyrå till jesuiterna, bjöd dem även att översätta europeiska verk om astronomi till kinesiska.

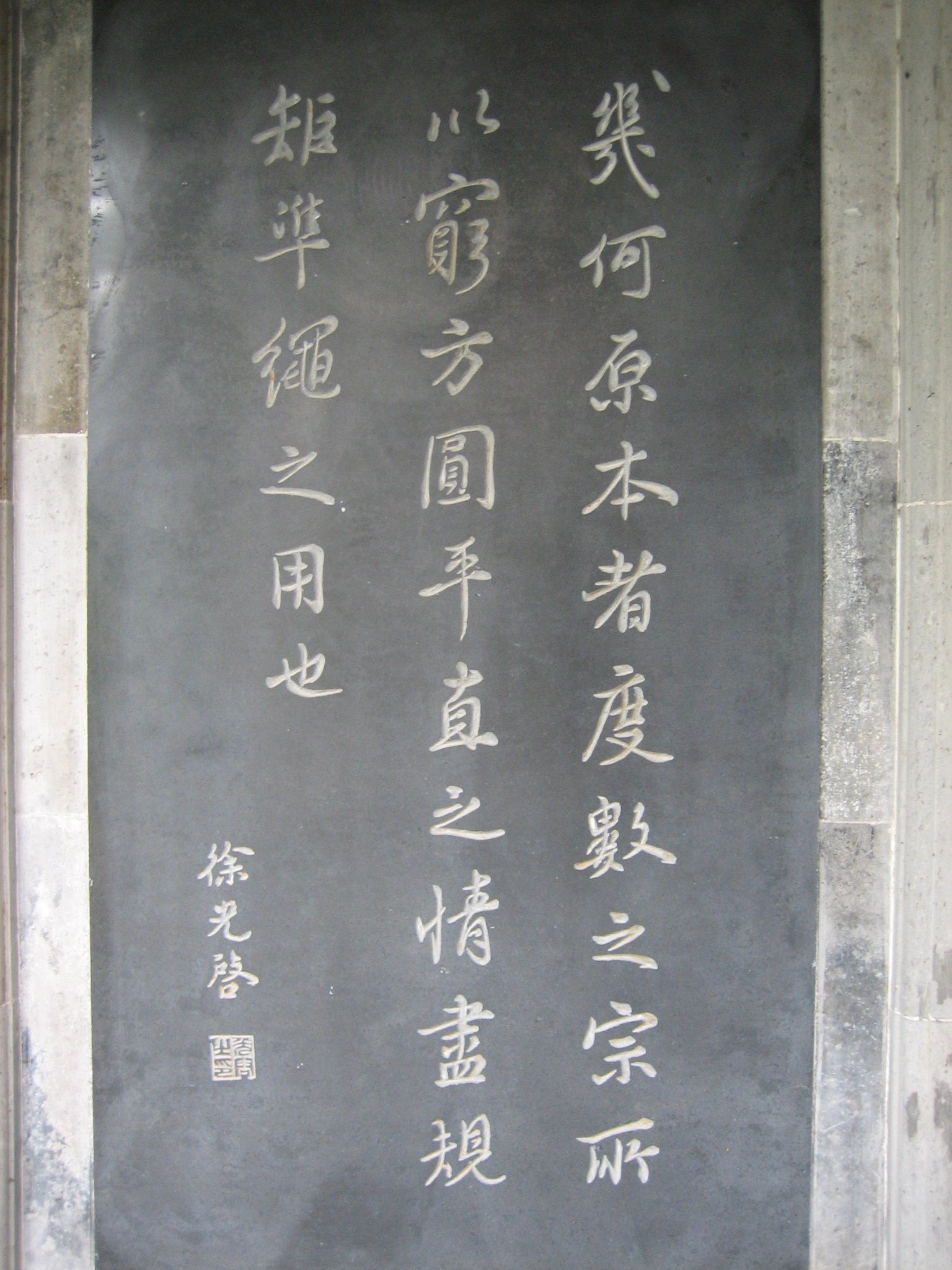
Inledningen till Euklides Elementa.

Pater Ricci bekantade sig med en rad ledande mandariner. Xu Guangqis konvertering skedde efter att han bekantade sig med Ricci. De två skulle komma att föra ett nära samarbete på många områden, exempelvis med översättningar av lärda skrifter från väst, som de första delarna av Euklides Elementa. En annan mandarin som konverterade till katolicismen var Li Zhizao. En rad centrala gestalter vid kejsarhovet lät sig döpas. Valignano prisade dessa framgångar, men upplevde ej att kyrkans tillväxt accelererade. Då han dog 1606 var det ännu bara 2 000 katoliker i Kina förutom i Macao.
Pater Ricci hade varit i Kina i 20 år när hans anpassningstankar till kinesiska konfucianska gestalter hade mognat. Det gällde bland annat frågan om Guds namn och om de kinesiska riterna, särskilt förfaderskulturen. I december 1603 gav han i egenskap av missionsledare ett epokgörande direktiv om saken, efter att ha klarerat det med pater Alessandro Valignano. Direktivet finns inte längre bevarat, men skall ha förskrivits både legitimt och nödvändigt för det kristna apostolatet att man tillät observans av två omdiskuterade riter, knutna till Konfucius och till de avlidna förfäderna. I senare skrifter från Ricci beskrivs hans motivering, som vilar på övertygelsen om att Konfuciusdyrkandet var rent akademiskt och utanför religiös-filosofisk dyrkan, och att den kinesiska förfädersdyrkan inte var övertroende.
Några av jesuitmissionärerna var kritiska till detta. Särskilt pater Niccolò Longobardo, men de fick efter en tid allmän acceptans inom orden. Striden om riterna blossade upp flera gånger senare, i förhållande till missionärerna från andra ordnar och efterhand med engagemang från påvestolen. Det tog över hundra år för ritstriden att bli helt avslutad med ett definitivt påvligt dekret, som på väsentliga punkter underkände Valignanos och Riccis ståndpunkter.

## Arven efter Matteo Ricci

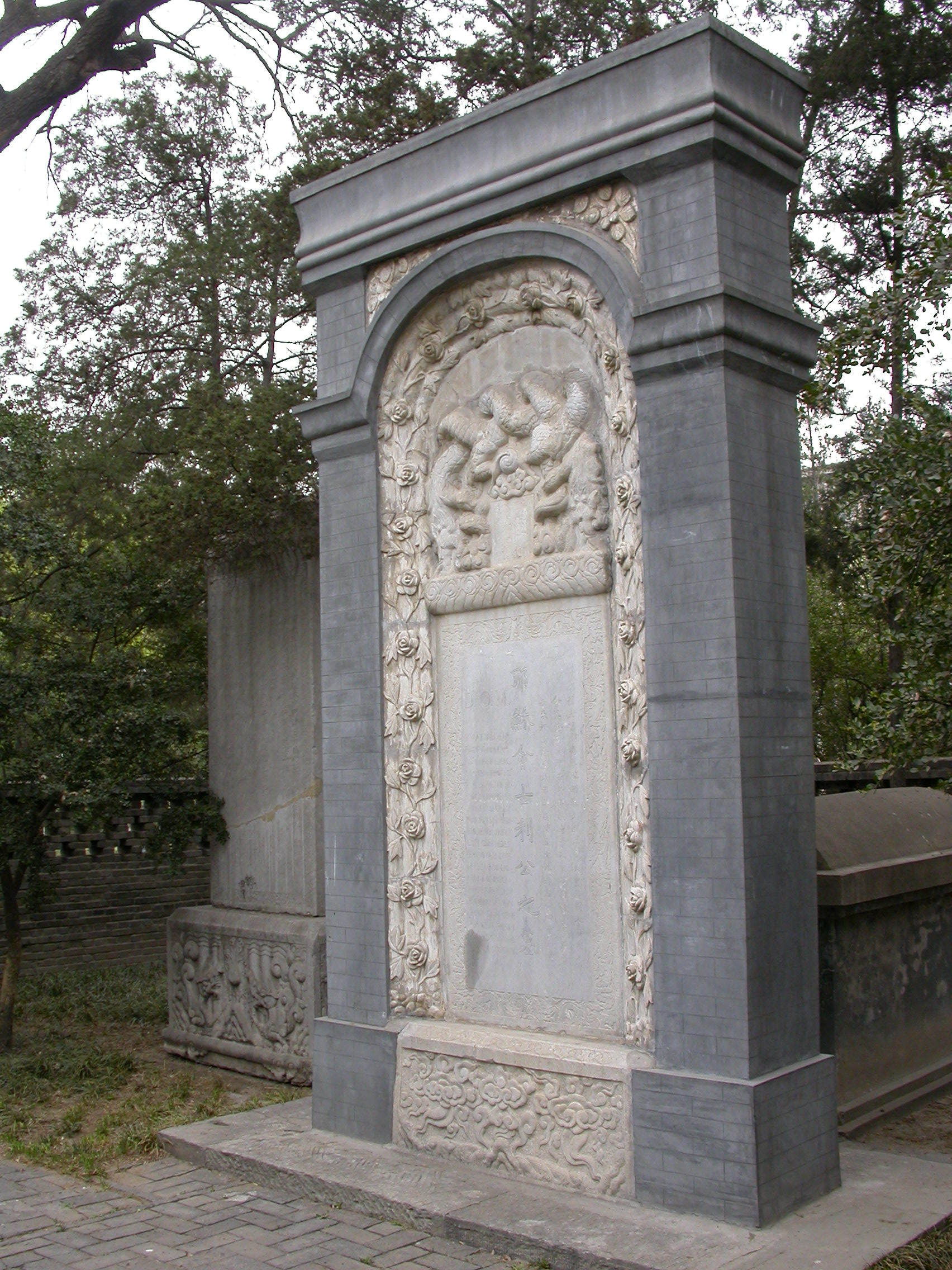
Del av Matteo Riccis grav.

### Kejserlig gravplats till Ricci
Pater Ricci hade köpt sig en bostad i Beijing, som blev känd under namnet Nantang. Det var där som han dog. Då han kände att han var på väg att dö gjorde han i ordning med papper och liknande, och skrev i sitt allra sista brev till ordensledaren i Rom hur viktigt det var att sända präster som ej bara är "goda, utan som även har talanger, då vi har att göra med ett både intelligent och lärt folk."

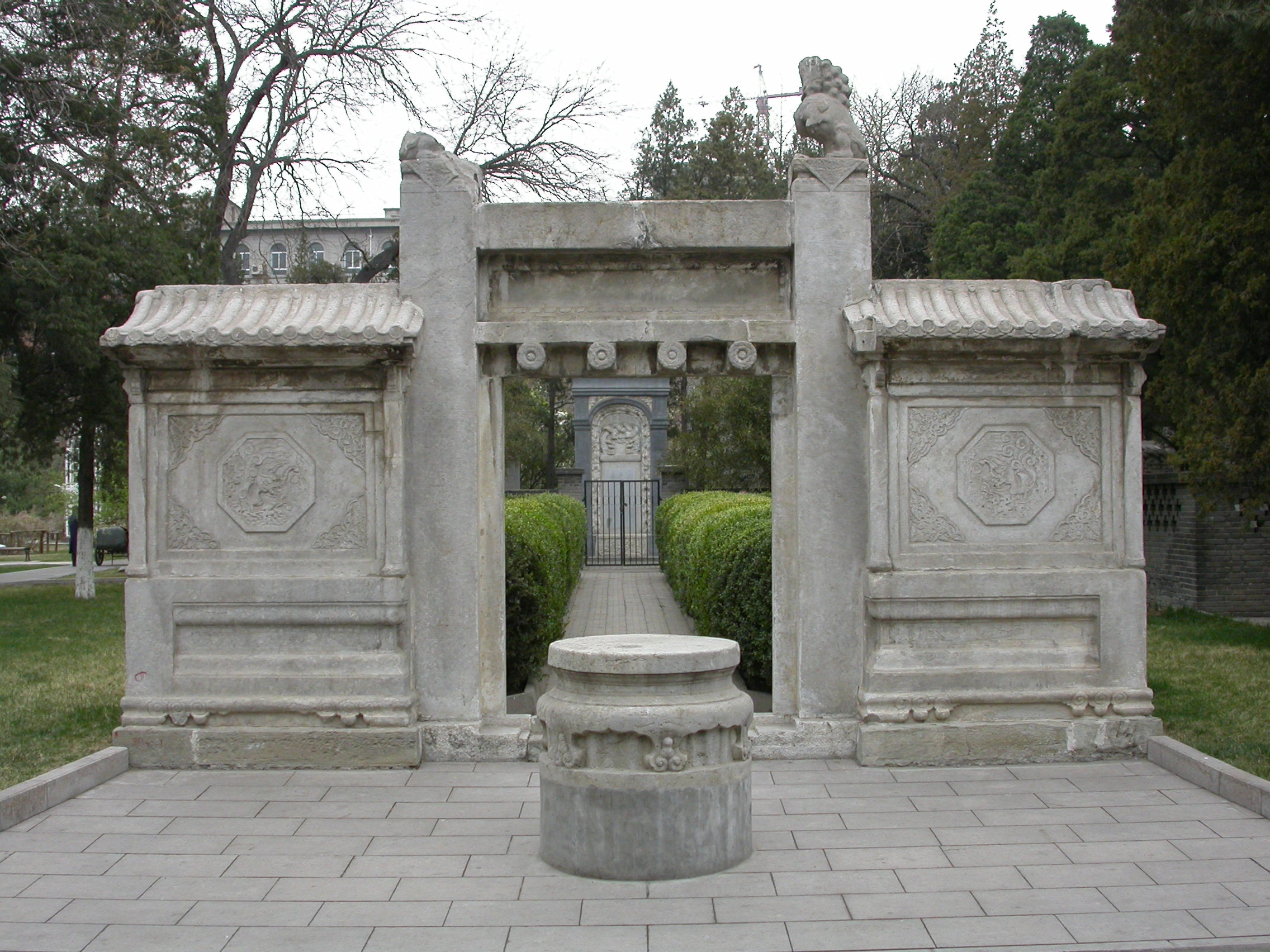
Porten till Matteo Riccis grav i Zhalangravfältet centralt i dagens Beijing; ursprungligen var det mycket mer omfattande och placerat i ett långsträckt fält med flera hallar.

På dödsbädden blev huset överfyllt av folk som ville ta farväl, både katolska och andra, och Ricci bad om att bli buren till ett större rum för att kunna ta emot så många som möjligt.
Vid sin död den 11 maj 1610 gav kejsaren delar av gravlunden Zhalan till jesuiterna, och där begravdes han. Gravfältet var ganska nära porten i västmuren till den förbjudna staden. På så sätt hade Ricci till och med i döden klart att nå in till Kinas förseglade innersta kretsar. Även i döden frambringade han kristendomen: huvudämbetsmän, regeringsministrar och stormandariner kapplöpte om att hylla honom, och det var så många som ville vara med under den officiella hyllning som hölls på hans gravplats, att man var tvungen att ransonera i hur många namn som kunde komma in. Att han fick en gravplats skänkt av själva kejsaren blev av omåttlig betydelse för missionens prestige. Hans medbror, pater João Rodrigues, en veteran från Japanmissionen, gick så långt som att säga att Ricci hade "uträttat mer vid sin död än i sitt liv".
Jesuitordens nya överhuvud för Kinamissionen, pater Longobardo, av Ricci rekommenderad som efterföljare, hade under en lång period ej godkänt Riccis metoder på grund av den långa tid som det tog att nå resultat av det indirekta apostolatet, men följde upp efter att ha sett att andra metoder bar liten frukt.
Arven efter Matteo Ricci var stora, inte bara för missionen i Kina och Kinas okända insikt i västlig vetenskap, men också genom att den födde en stor respekt för allt kinesiskt i lärda kretsar i Europa. Den tidiga sinologi i västvärlden var full av beundran för Kina, och detta var en hållning som håll i sig till omkring 1800-talet, då man i väst började se ner på kineserna. Den tidiga sinologin var ett kristet projekt, och den tog till en viss grad färg av det som Ricci skrev:
| ” | Av alla de hedniska nationer som är kjända av vårt Europa, känner jag ingen som har begått färre fel på religionens område än Kina i dess tidiga antik. | „ |
| – | |   |